# Scrotochloa
Scrotochloa is een geslacht uit de grassenfamilie (Poaceae). De soorten van dit geslacht komen voor in tropisch Azië en Australazië.

## Soorten
Van het geslacht zijn de volgende soorten bekend: 
- Scrotochloa tararaensis
- Scrotochloa urceolata